# Women – for America, for the World
Women – for America, for the World ist ein US-amerikanischer Dokumentarfilm von Vivienne Verdon-Roe aus dem Jahr 1986.

## Inhalt
22 prominente Frauen beschreiben ihre Aktivitäten, die die nukleare Abrüstung vorantreiben sollen.

## Produktionsnotizen
U. a. sprachen Joanne Woodward, (Schauspielerin), Betty Bumpers (ehemalige First Lady von Arkansas), Jean Shinoda Bolen (Psychoanalytikerin), Shirley Chisholm (erste schwarze Abgeordnete im US-Repräsentantenhaus), Mary Dent Crisp (Politikerin), Geraldine Ferraro (erste weibliche Kandidatin für die US-Vizepräsidentschaft), Ellen Goodman (Kolumnistin und Pulitzer-Preisträgerin), Elizabeth Holtzman (ehemalige Kongressabgeordnete), Vera Kristiakowsky (Physikprofessorin) und Patricia Schroeder (Abgeordnete im US-Repräsentantenhaus).

## Auszeichnung
1987 wurde der Film in der Kategorie „Bester Dokumentar-Kurzfilm“ mit dem Oscar ausgezeichnet.